# جان الکساندر مک‌کلرناند
جان الکساندر مک‌کلرناند (انگلیسی: John Alexander McClernand؛ ۳۰ مه ۱۸۱۲ – ۲۰ سپتامبر ۱۹۰۰) سیاست‌مدار اهل ایالات متحده آمریکا بود.